# 山口いつ子
山口 いつ子（やまぐち いつこ、1968年 - ）は、日本の法学者。専門は情報法。東京大学大学院情報学環・学際情報学府教授。

## 人物・経歴
1991年上智大学文学部新聞学科卒業。1994年東京大学大学院社会学研究科博士課程中退、東京大学社会情報研究所助手。1998年東京大学社会情報研究所助教授。2000年東京大学大学院情報学環助教授。2009年博士（社会情報学）。2012年東京大学大学院情報学環教授。2013年デューク大学スクール・オブ・ロー客員教授。第26回電気通信普及財団賞（テレコム社会科学賞）、第3回内川芳美記念マス・コミュニケーション学会賞。

## 著書
- 『情報法の構造―情報の自由・規制・保護』東京大学出版会 2010年